# Адзуса, Ноа
Адзуса Ноа (яп. 野阿梓 р. 1954) — японский писатель, работающий в жанре научной фантастики и яой. Член Клуба японских писателей научной фантастики

## Биография
Адзуса родился в городе Фукуока, префектура Фукуока в Японии. Сын японского писателя-фантаста Эйтаро Исидзавы.
Адзуса окончил факультет литературы в Университете Сэйнан-гакуин. В 1979 году он выиграл премию, первого ранга на 5 в конкурсе Хаякава SF конкурса женской новеллы «Hana Kariudo» яп. 花狩人 и «The Flower Hunter») в том же году. Ноа дебютировал с этой историей, которая была опубликована в «SF Magazine» в 1979 году. Использует псевдоним, который латинскими буквами записывает как Noah. «Ноа Адзуса» — зашифрованное подстановкой словосочетание Noah’s ark (ноев ковчег).
Его работы характеризуются эстетичным стилем и имеют склонность к жанру яой. Писательница, работающая в жанре эстетики яой, Сикико Ямаай, дружит с Адзусой, и он начал работать в жанре яой под влиянием Сикико и других писателей в 1992 году.

## Произведения
- «The Flower Hunter»  (яп. 花狩人 , «Hana Kariudo»), 1984, ISBN 4-15-030186-7
- «Armed Concert»  (яп. 武装音楽祭 , «Busō Ongakusai»), 1984, ISBN 4-15-030195-6
- «Serapnim Hero»  (яп. 兇天使 , «Kyō Tenshi»), 1986, ISBN 978-4-15-030916-9
- «Lucians Wake»  (яп. 銀河赤道祭 , «Ginga Sekidōsai»), 1988, ISBN 4-15-030266-9
- «The Flower of Babel»  (яп. バベルの薫り , «Baberu no Kaori»), 1991,
- «May Game»  (яп. 五月ゲーム , «Gogatsu Game»), 1992,
- «Idola Lunaris»  (яп. 月光のイドラ , «Gekkō no Idora»), 1993,
- «A Study on Green»  (яп. 緑色研究 , «Ryokushoku Kenkyuu»), Book1, Book2, 1993, ISBN 4-12-002261-7, ISBN 4-12-002262-5
- «The Domain of Arnheim»  (яп. 黄昏郷 , «Ōgonkyō»), 1994, ISBN 4-15-207845-6
- «The Flower of Babel»  (яп. バベルの薫り , «Baberu no Kaori»), Book1, Book2, 1995年, ISBN 4-15-030515-3, ISBN 4-15-030516-1
- «Idola Lunaris»  (яп. 月光のイドラ , «Gekkō no Idora»), 1996, ISBN 4-12-500399-8
- «The Midnight Call»  (яп. ミッドナイトコール , «Midnaight Call»), 1996, ISBN 4-04-435901-6
- «Salome the Boy»  (яп. 少年サロメ , «Shōnen Sarome»), 1998年, ISBN 4-06-209468-1
- «The Apple in Sodome»  (яп. ソドムの林檎 , «Sodomu no Ringo»), 2001, ISBN 4-15-208367-0
- «Berlin Constellation»  (яп. 伯林星列 , «Berurin Seiretsu»), 2008, ISBN 978-4-19-862473-6